# Port lotniczy Sitia
Port lotniczy Sitia (IATA: JSH, ICAO: LGST) – krajowy port lotniczy położony w miejscowości Sitia, na wyspie Kreta, w Grecji.

## Linie lotnicze i połączenia
| Linia Lotnicza               | Kierunek                                           |
| ---------------------------- | -------------------------------------------------- |
| Olympic Air                  | 1. Ateny                                           |
| Scandinavian Airlines System | Sezonowe czartery: 1. Kopenhaga 2. Oslo-Gardermoen |
| Sky Express                  | 1. Aleksandropolis 2. Preweza 3. Zakintos          |